# Martin Maljutin
Martin Vladimirovič Maljutin (in russo Мартин Владимирович Малютин?; Omsk, 5 luglio 1999) è un nuotatore russo.

## Biografia
È stato vincitore di una medaglia di bronzo ai campionati mondiali di nuoto di Gwangju 2019 nei 200 metri stile libero.
Ha rappresentato il ROC ai Giochi olimpici estivi di Tokyo 2020, vincendo la medaglia d'argento nella staffetta 4x200 metri stile libero.

## Palmarès

### Per il ROC
- Giochi olimpici

Tokyo 2020: argento nella 4x200m sl.

### Per la Russia
- Mondiali

Gwangju 2019: argento nella 4x200m sl e bronzo nei 200m sl.
- Mondiali in vasca corta

Hangzhou 2018: argento nella 4x200m sl.
- Europei

Glasgow 2018: argento nella 4x200m sl e nella 4x100m sl mista.
Budapest 2020: oro nei 200m sl, nei 400m sl e nella 4x200m sl.
- Mondiali giovanili

Indianapolis 2017: bronzo nella 4x200m sl.
- Europei giovanili

Netanya 2017: argento nei 400m sl e nella 4x200m sl.

## International Swimming League
| Stagione 2021 |
| ------------- |
| LA Current    |